# Fosse Chabaud-Latour (Denain)
Ne doit pas être confondu avec Fosse Chabaud-Latour (Condé-sur-l'Escaut).
Pour les articles homonymes, voir Chabaud-Latour.
La fosse François de Chabaud-Latour ou Chabaud-Latour de la Compagnie des mines d'Anzin est un ancien charbonnage du bassin minier du Nord-Pas-de-Calais, situé à Denain. Commencée en 1842, elle commence à extraire en 1847, mais est abandonnée en 1853 après une venue d'eau qu'il n'a pas été possible d'épuiser, alors qu'elle n'avait extrait que 595 tonnes, sans extraire de 1849 à 1952. La cité Chabaud-Latour Ancienne est construite en 1870 et agrandie en 1875, elle est essentiellement composée de corons. Les installations de surface sont détruites en 1877 et les puits remblayés. La cité Chabaud-Latour Nouvelle est construite en 1924 à l'est du carreau de fosse, elle est composée d'habitations groupées par deux ou par quatre, et loge les mineurs des fosses environnantes.
Au début du XXIe siècle, Charbonnages de France matérialise les têtes des puits Chabaud-Latour, localisées sur un espace vert. Les cités Chabaud-Latour Ancienne et Chabaud-Latour Nouvelle ont été inscrites le 30 juin 2012 sur la liste du patrimoine mondial de l'Unesco.

## La fosse

### Fonçage
Le fonçage des puits nos 57 et 58 de la fosse Chabaud-Latour est commencé en 1842 par la Compagnie des mines d'Anzin, à 610 mètres au nord-est de la fosse Joseph Périer, commencée l'année précédente, et à 1 370 mètres dans la même direction de la fosse Villars, première fosse ouverte dans la commune, en 1826.

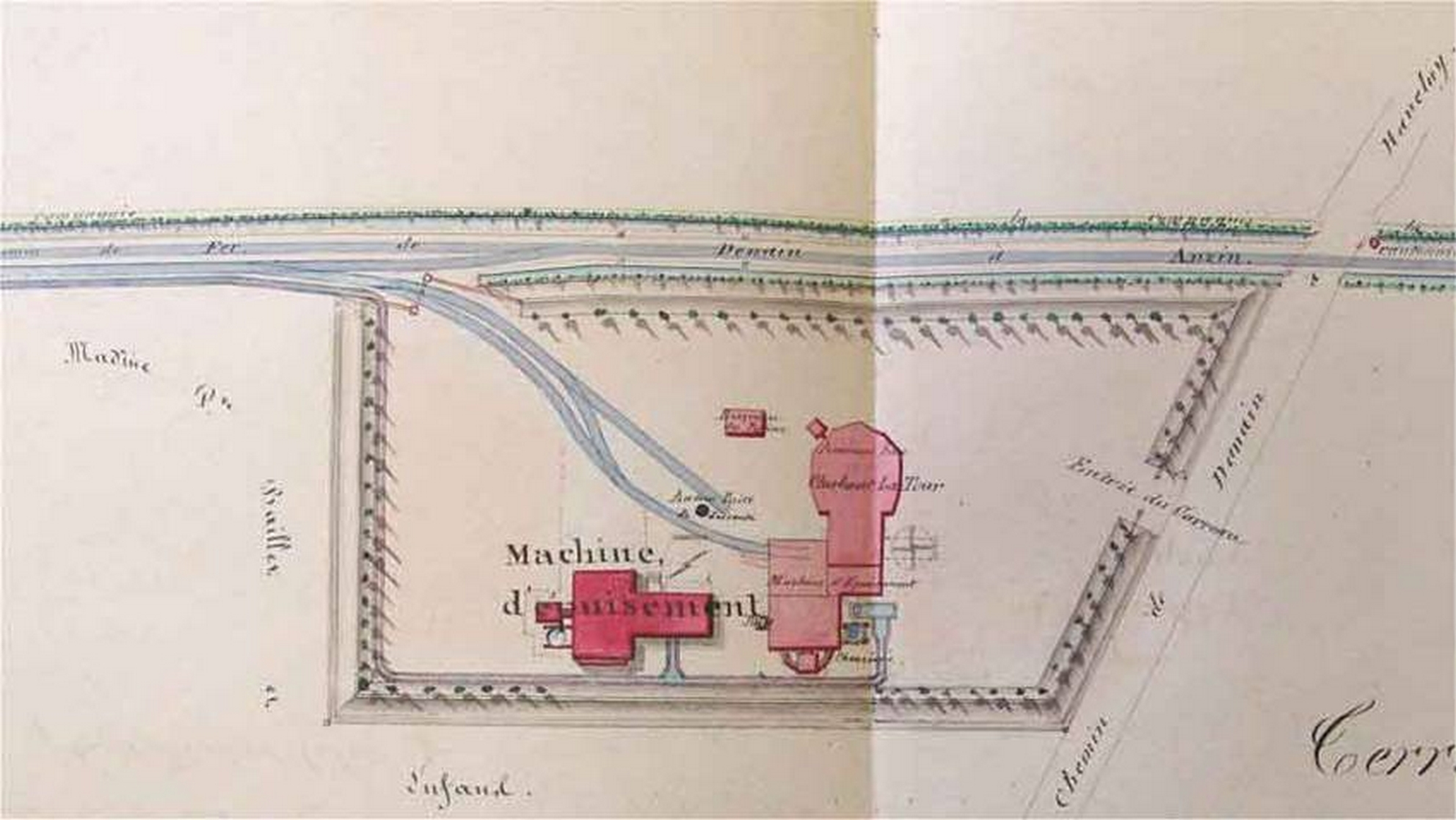
Plan du carreau de fosse.

Le puits 58 est situé à 30 mètres au nord-est du puits 57. Les puits sont entrepris à l'altitude de 39 mètres et le terrain houiller est atteint à la profondeur de 77 mètres.

### Exploitation
La fosse commence à extraire en 1847, elle produit cette année-là 25 tonnes de houille. Elle en produit 384 tonnes en 1848, rien de 1849 à 1852, puis 186 tonnes en 1853, date à laquelle elle cesse définitivement de produire, après avoir extrait seulement 595 tonnes, à la suite d'une venue d'eau si importante qu'elle n'a pas pu être maîtrisée.
En 1877, les installations de surface sont détruites et les puits sont remblayés.

### Reconversion
Un espace vert a pris la place du carreau de fosse. Au début du XXIe siècle, Charbonnages de France matérialise les têtes des puits Chabaud-Latour. Le BRGM y effectue des inspections chaque année.

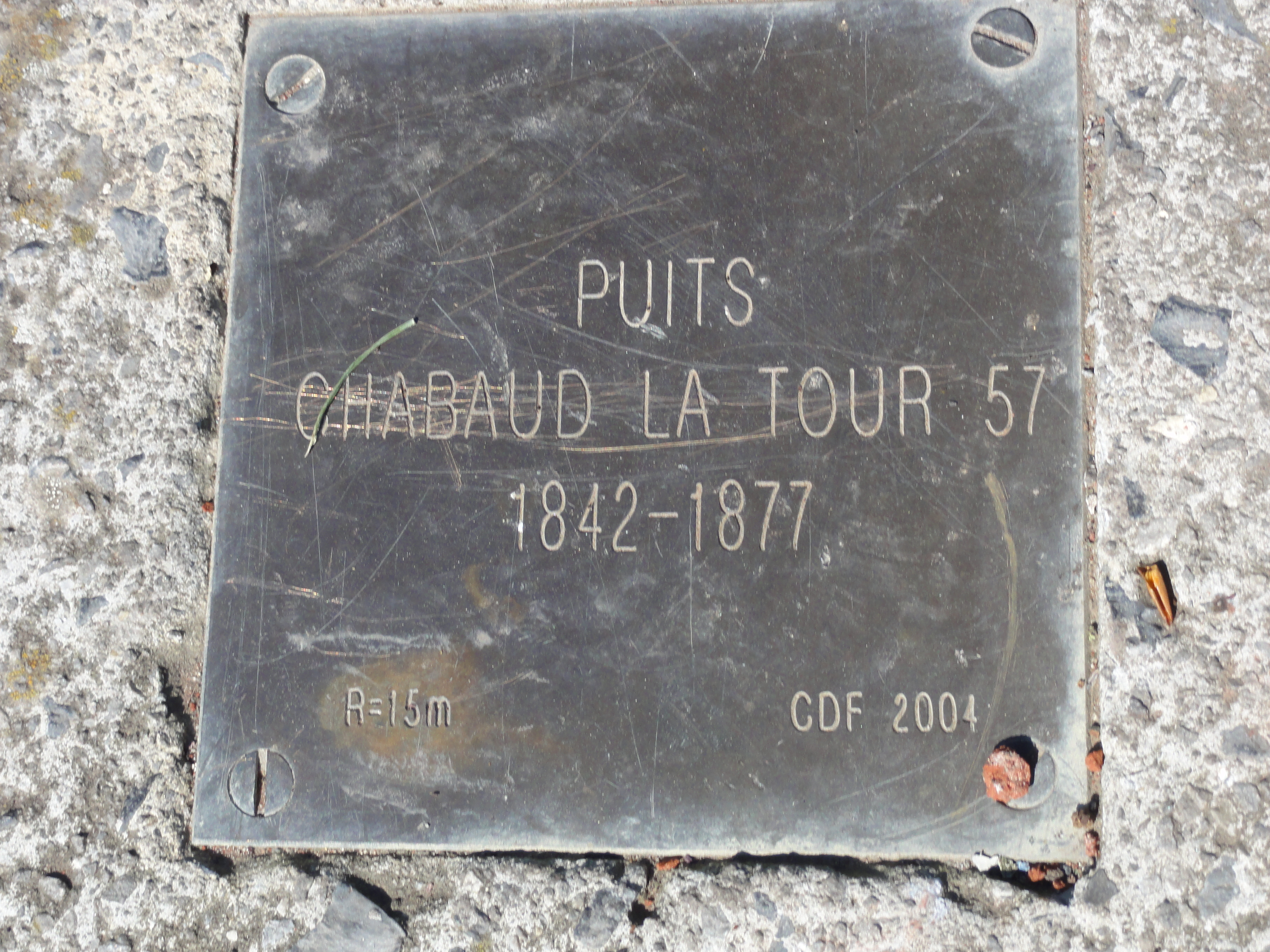
« Puits Chabaud-Latour 57, 1842-1877 ».
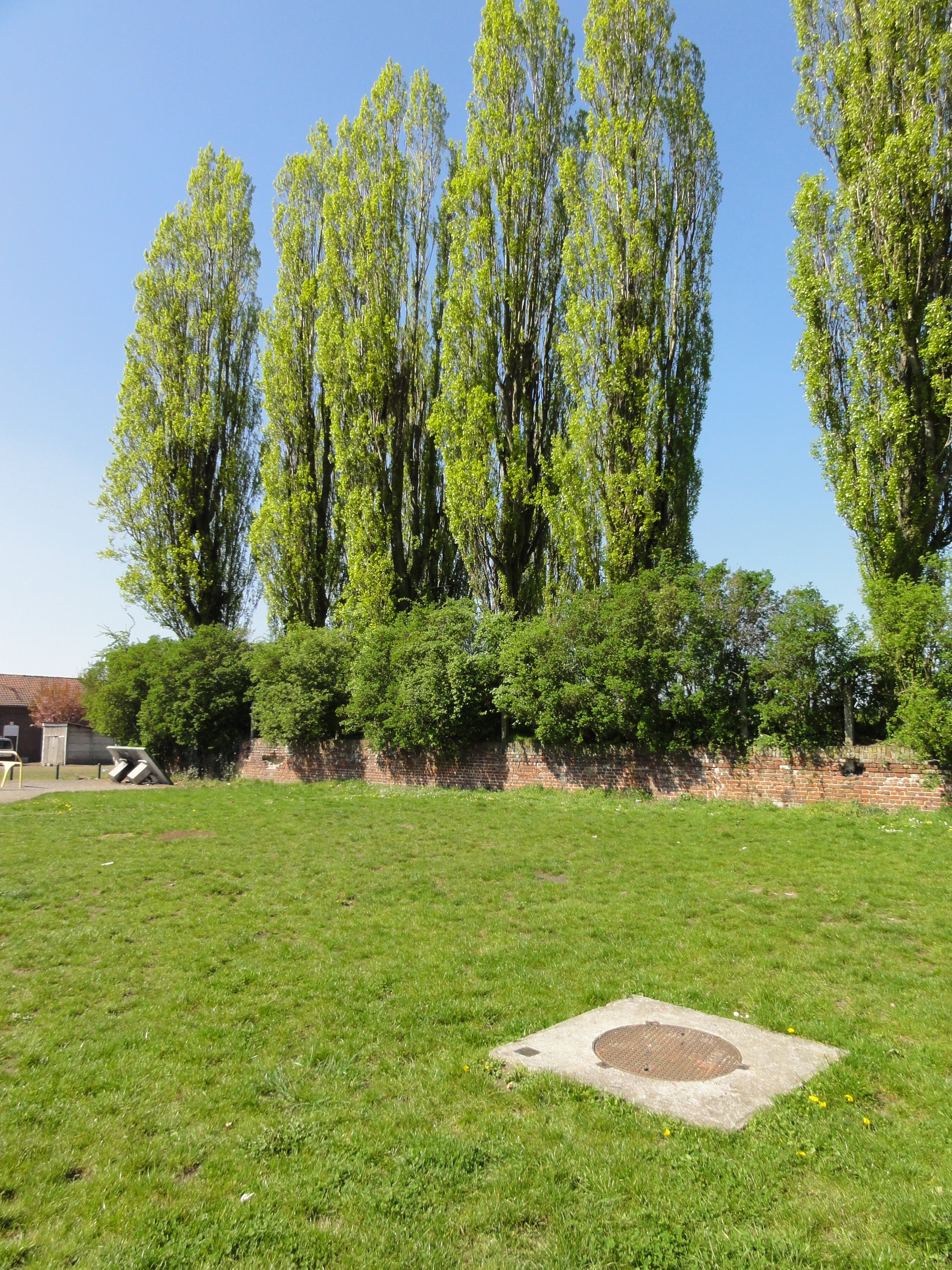
Le puits 57 dans son environnement.
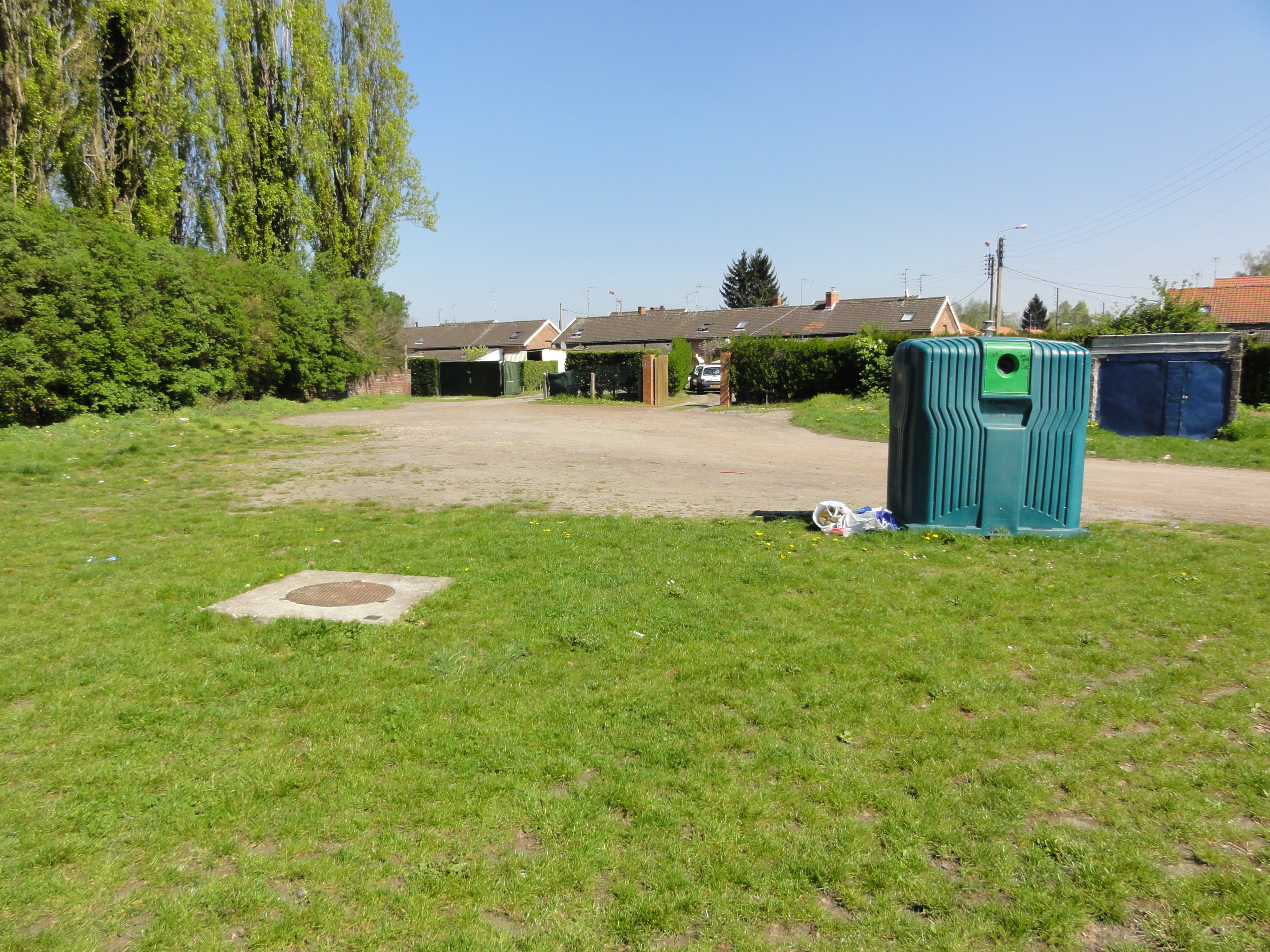
Le puits 57 dans son environnement.
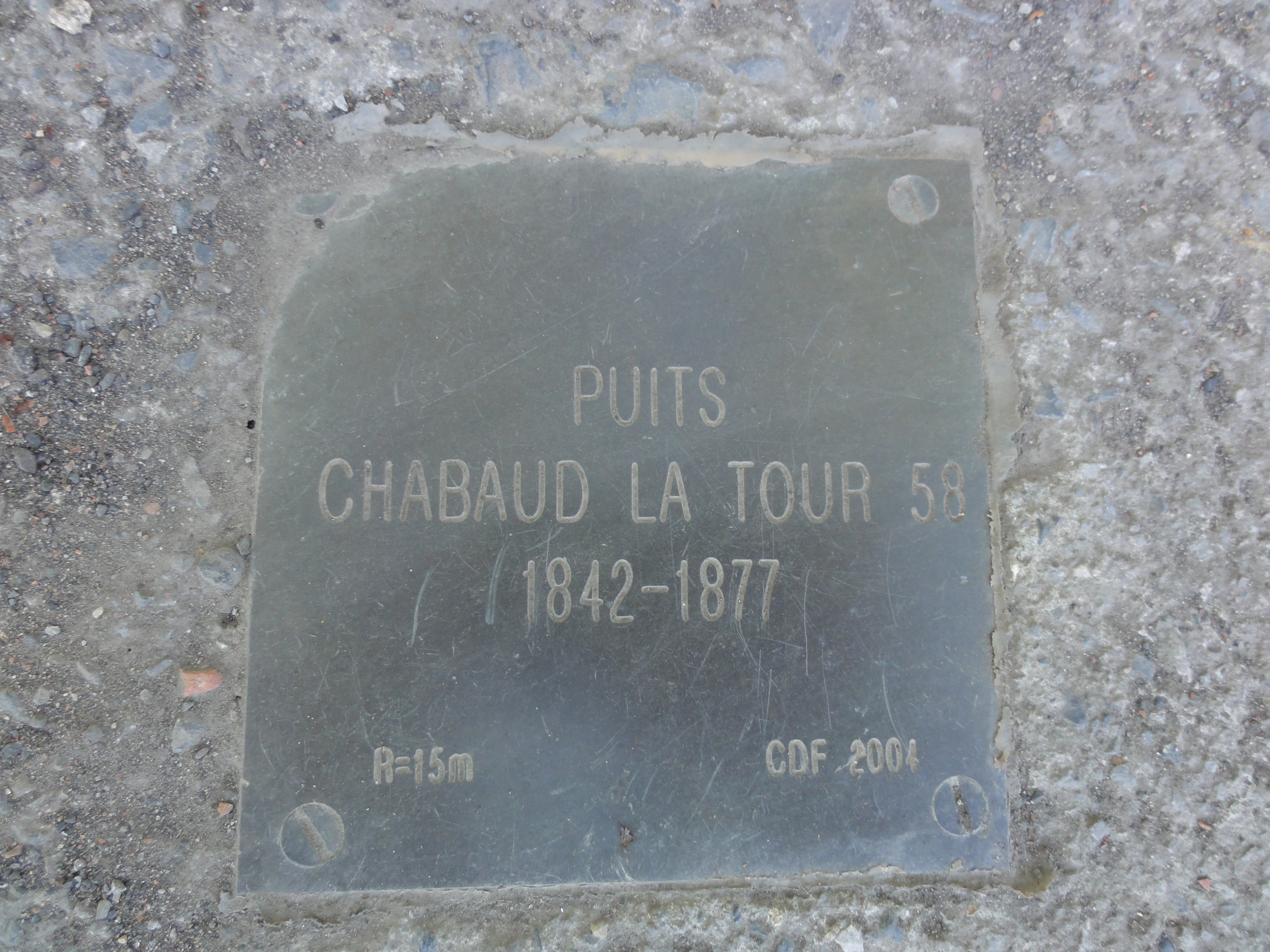
« Puits Chabaud-Latour 58, 1842-1877 ».
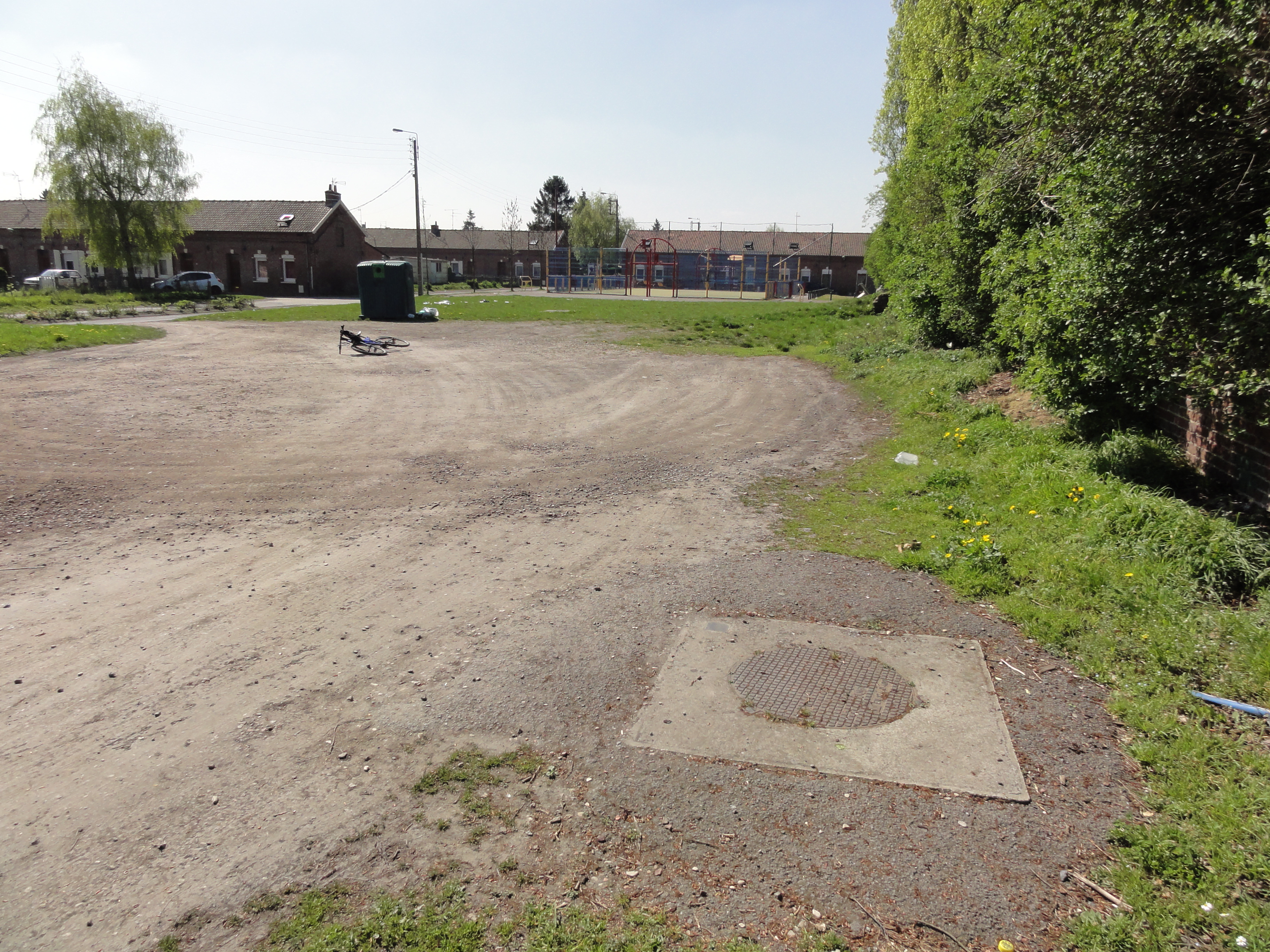
Le puits 58 dans son environnement.
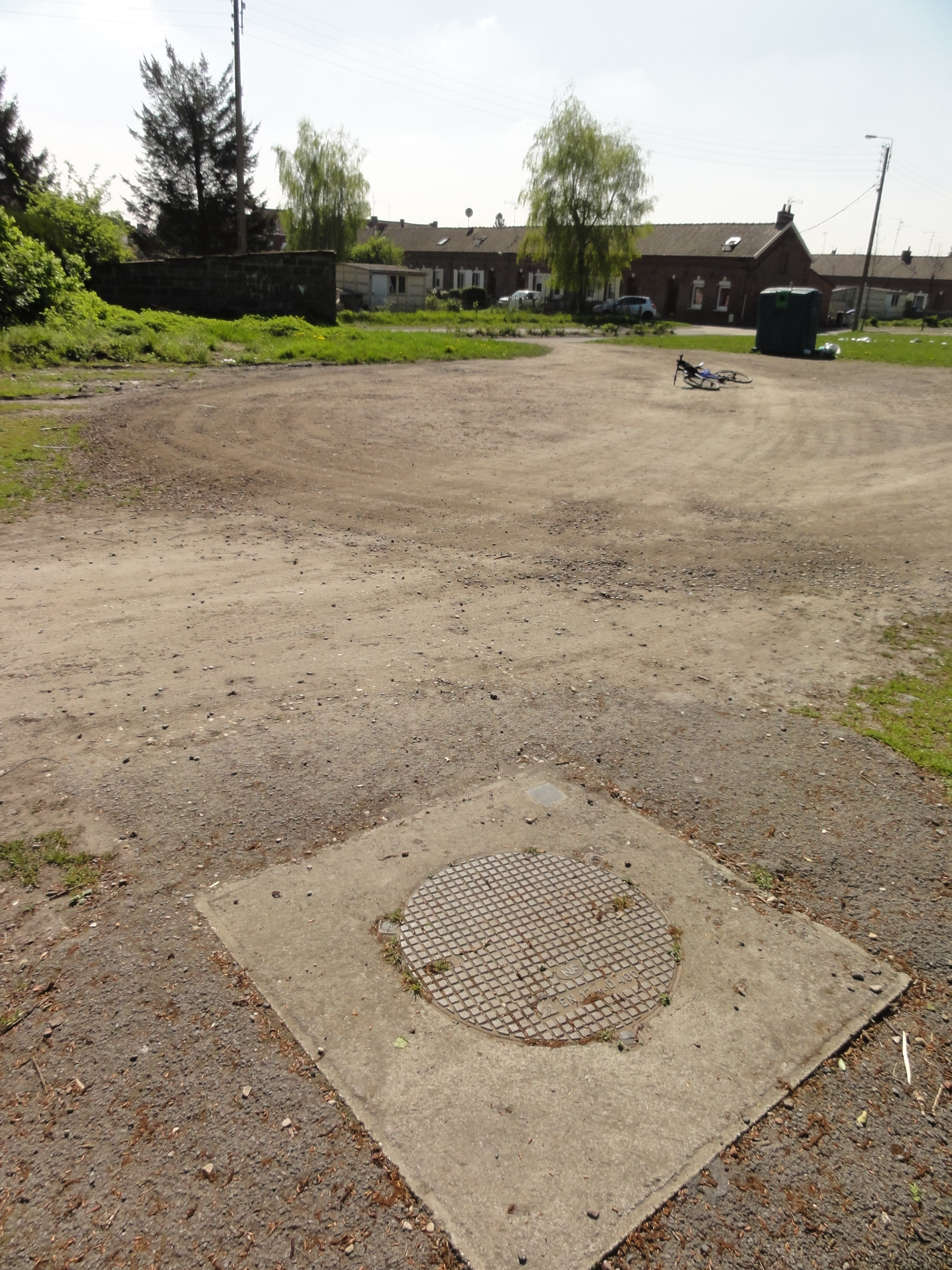
Le puits 58 dans son environnement.

## Les cités
Deux cités ont été bâties de part et d'autre du carreau de fosse. Bien qu'il y a des similitudes avec les cités de la fosse Bellevue, ces dernières n'ont pas été rattrapées par l'urbanisation du centre-ville. Les cités Chabaud-Latour Ancienne et Chabaud-Latour Nouvelle font partie des 353 éléments répartis sur 109 sites qui ont été inscrits le 30 juin 2012 sur la liste patrimoine mondial de l'Unesco. Elles constituent le site no 16.

### Cité Chabaud-Latour Ancienne
En 1870, alors que le carreau de fosse existe toujours, les premiers corons sont construits. Ils sont de type « 1867 en ligne », et forment huit lignes de corons, représentant 188 logements. Chaque ligne dispose de son four à pain et de sa pompe à eau. En 1875, la Compagnie d'Anzin rajoute trois lignes de six et quatre logements, chaque maison regroupant deux familles.

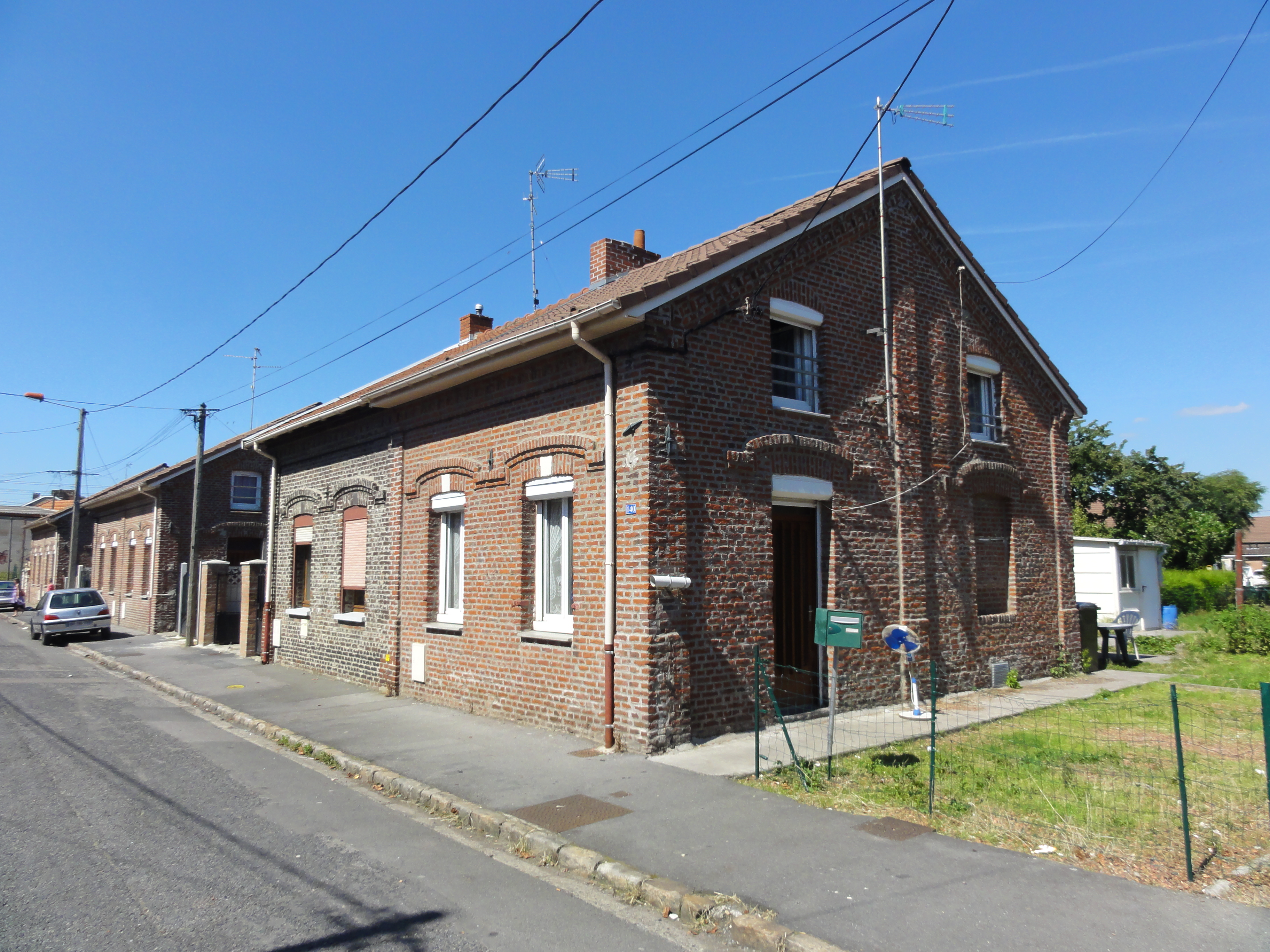
La cité Chabaud-Latour Ancienne.
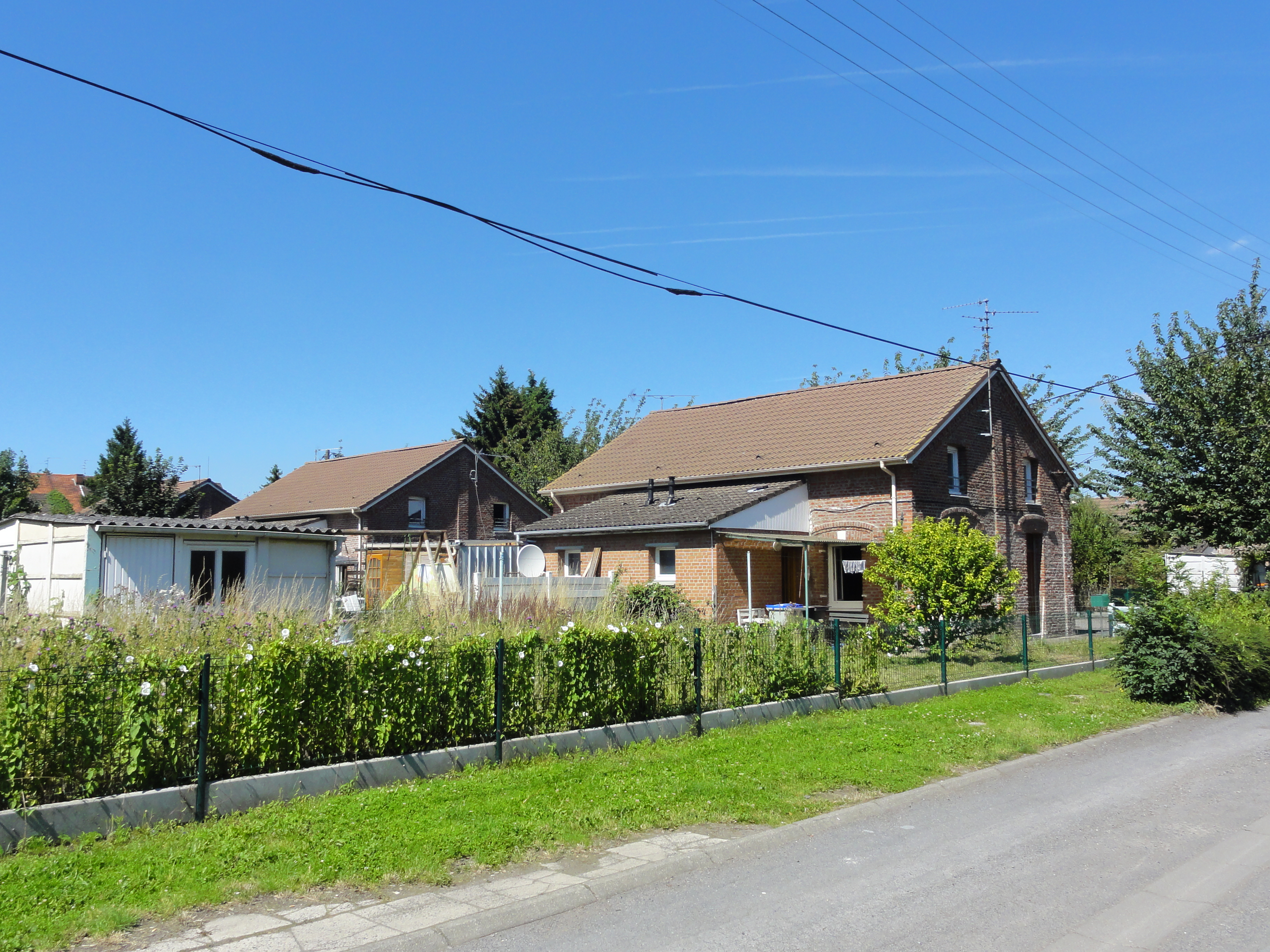
La cité Chabaud-Latour Ancienne.
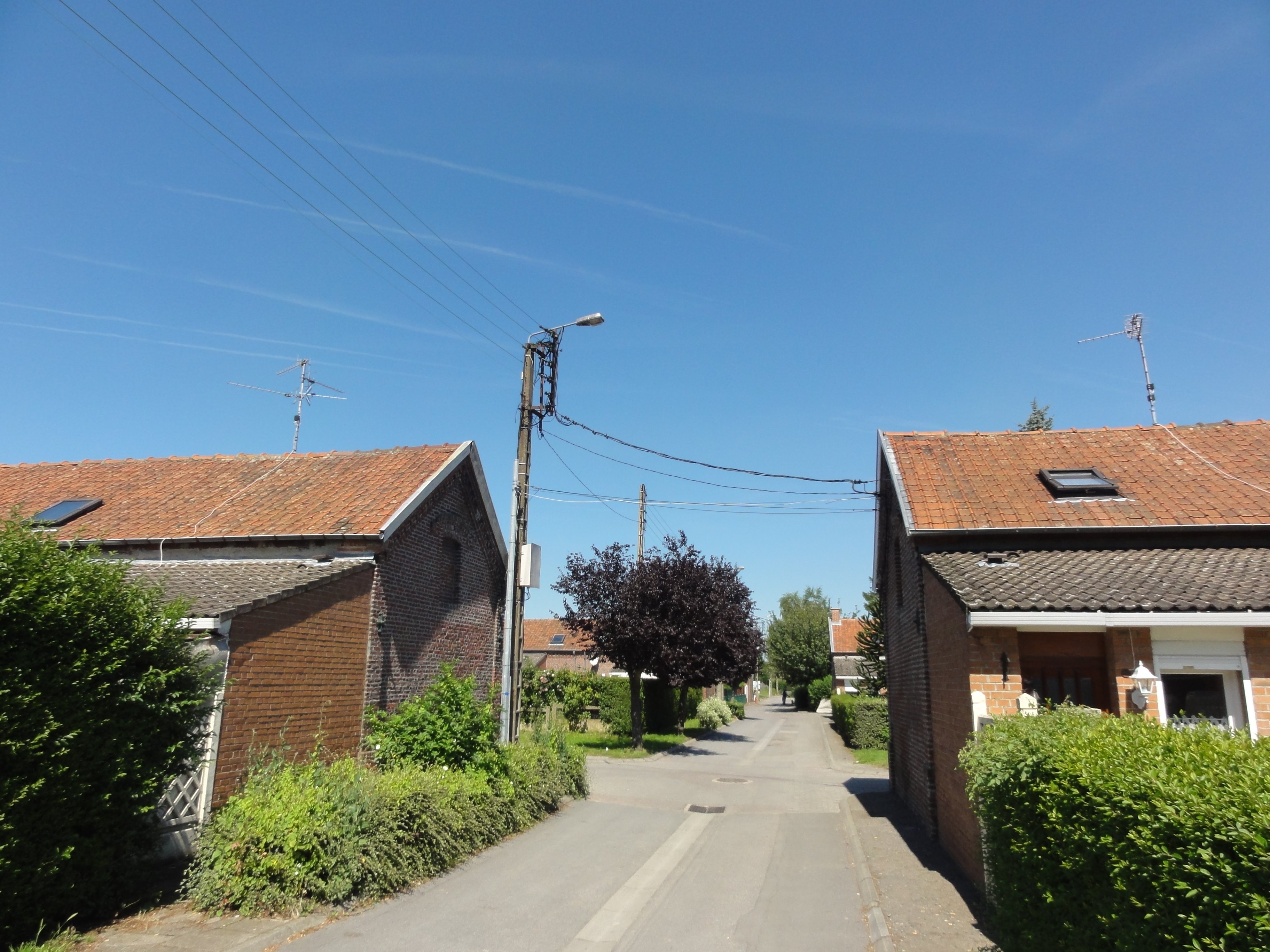
La cité Chabaud-Latour Ancienne.
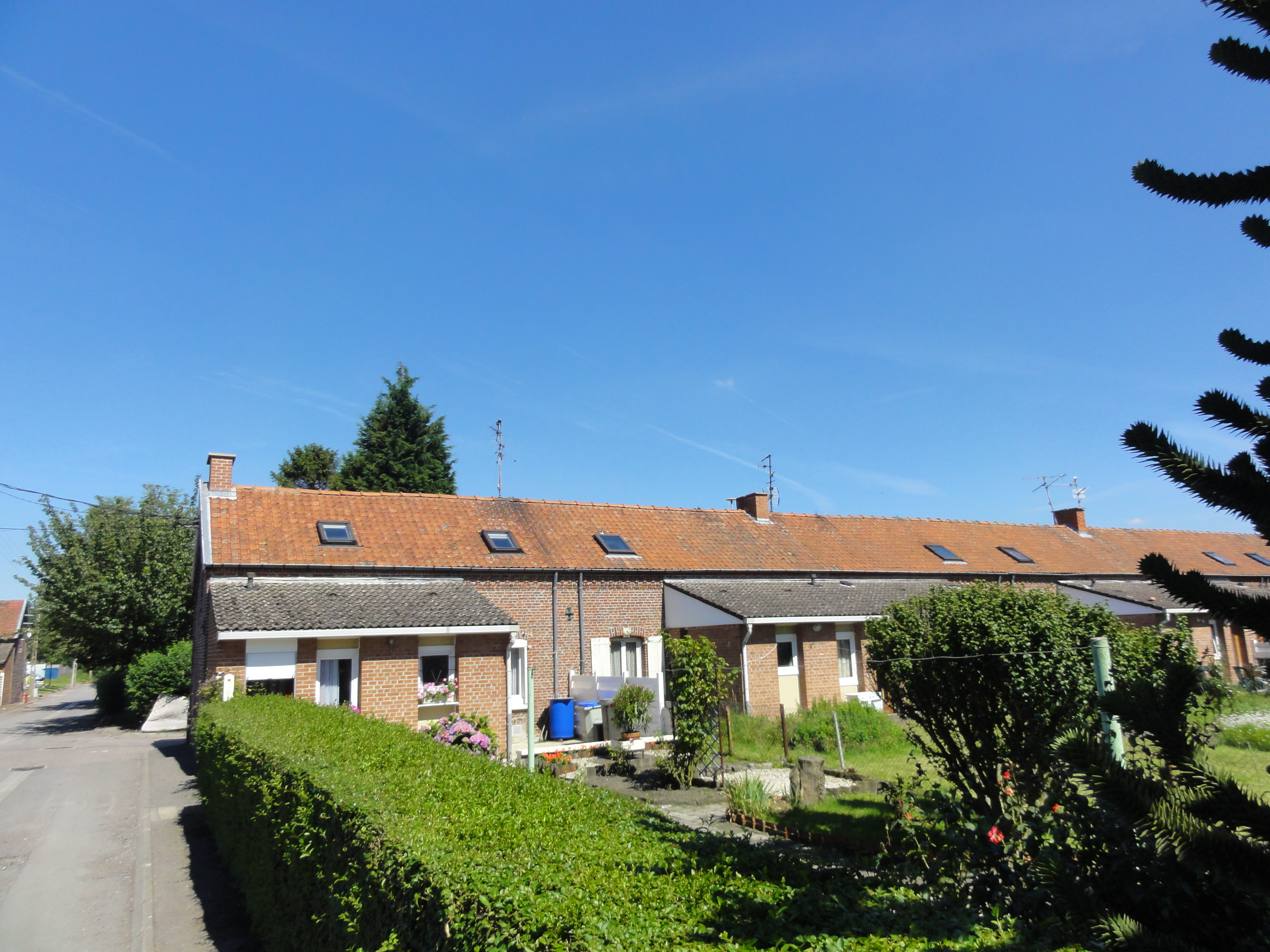
La cité Chabaud-Latour Ancienne.
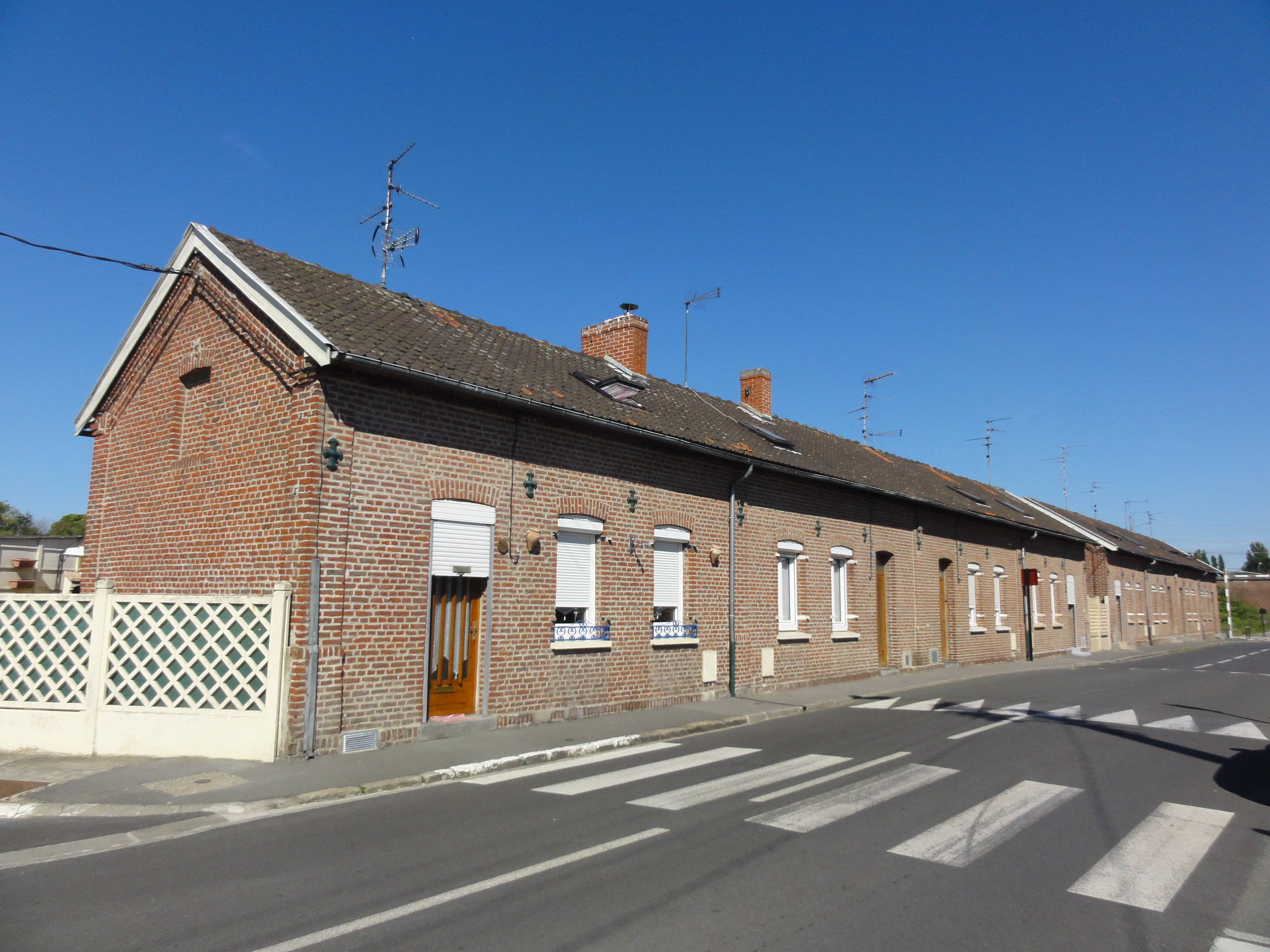
La cité Chabaud-Latour Ancienne.
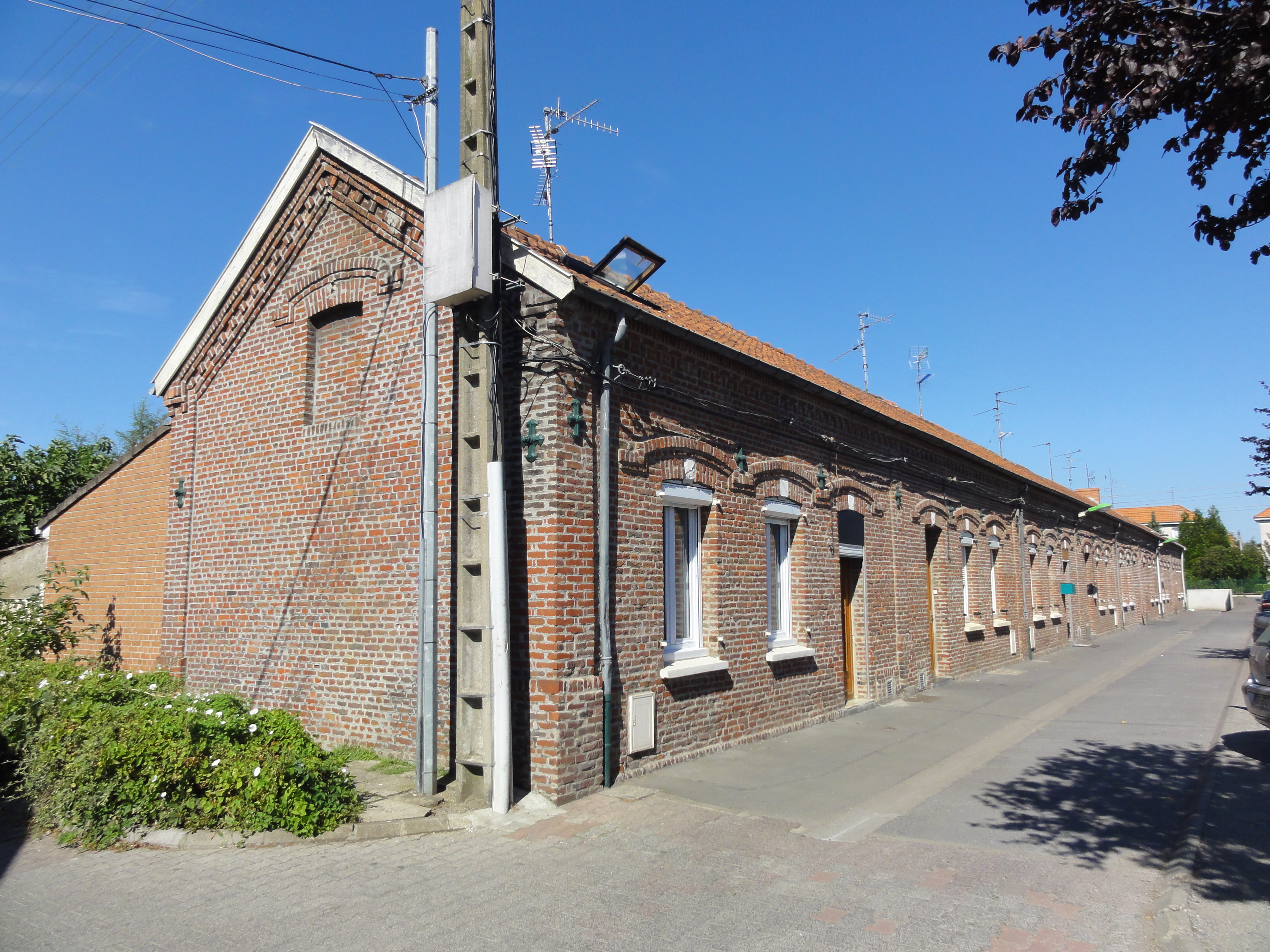
La cité Chabaud-Latour Ancienne.

### Cité Chabaud-Latour Nouvelle
En 1924, de l'autre côté de la rue Pierre Nève, la Compagnie des mines d'Anzin construit la cité Chabaud-Latour Nouvelle. Elle est constituée de quinze maisons de deux logements et de dix-neuf maisons de quatre logements. Ces maisons sont de type « 1922 modèle 23 ».

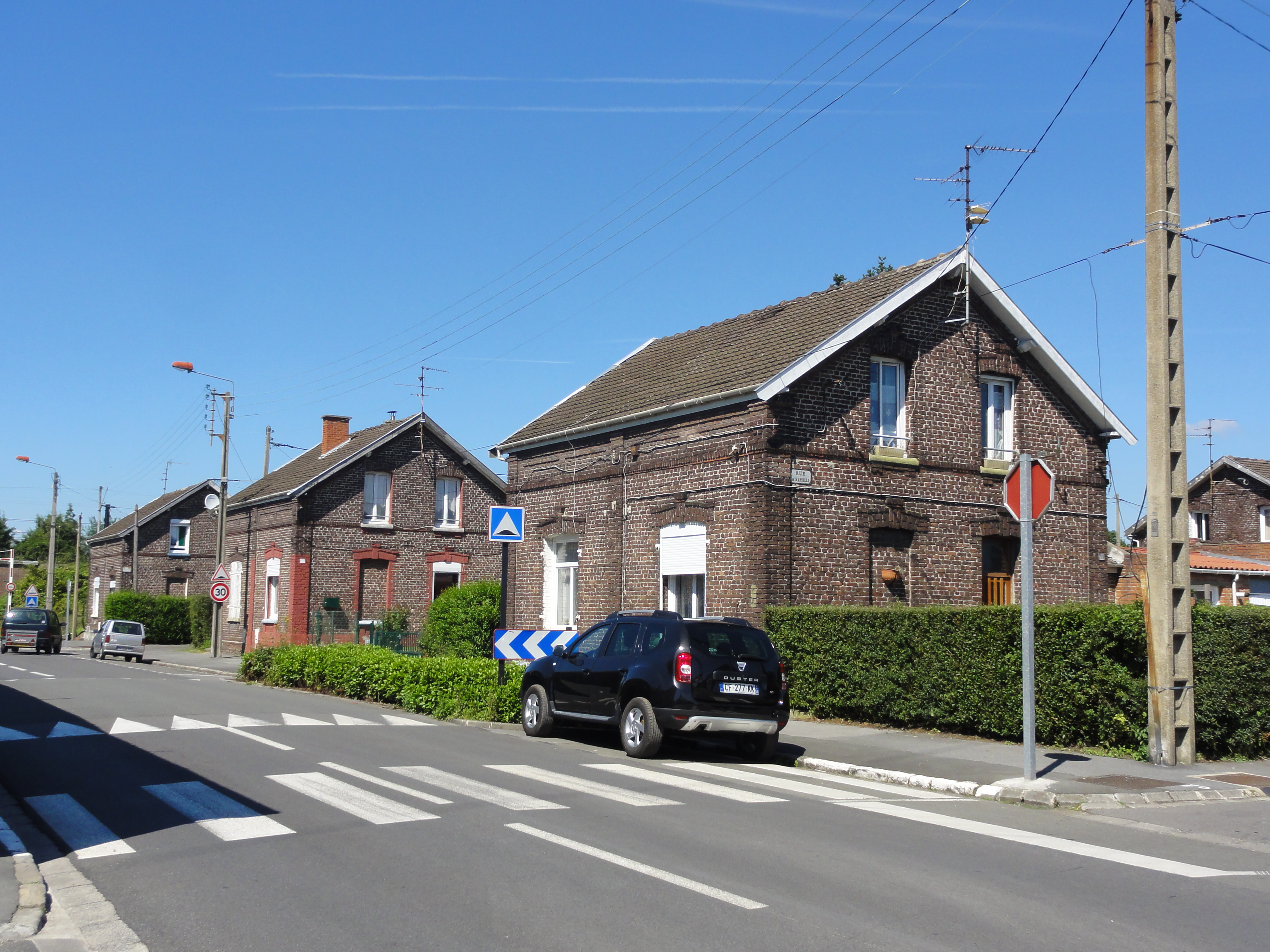
La cité Chabaud-Latour Nouvelle.
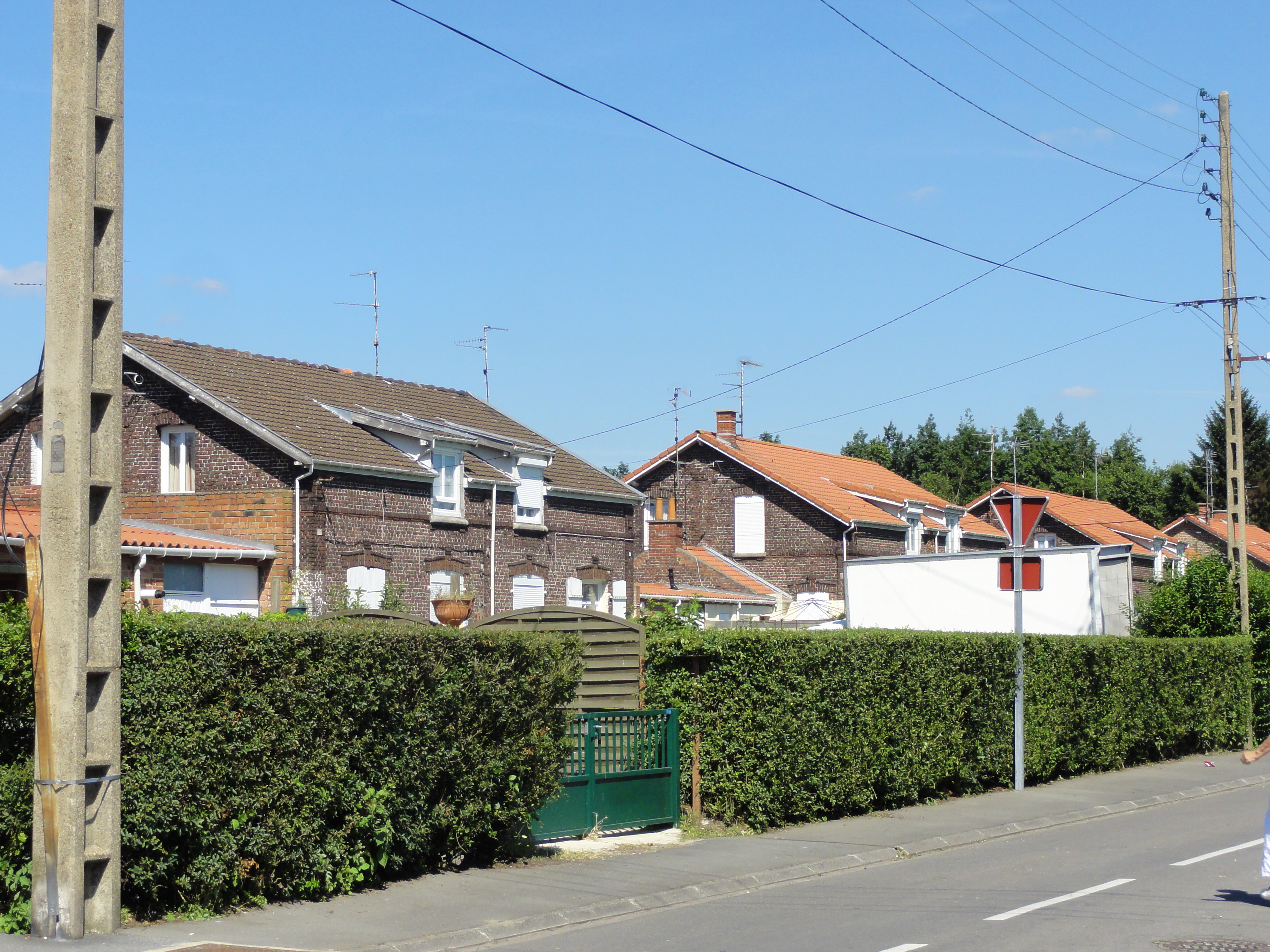
La cité Chabaud-Latour Nouvelle.
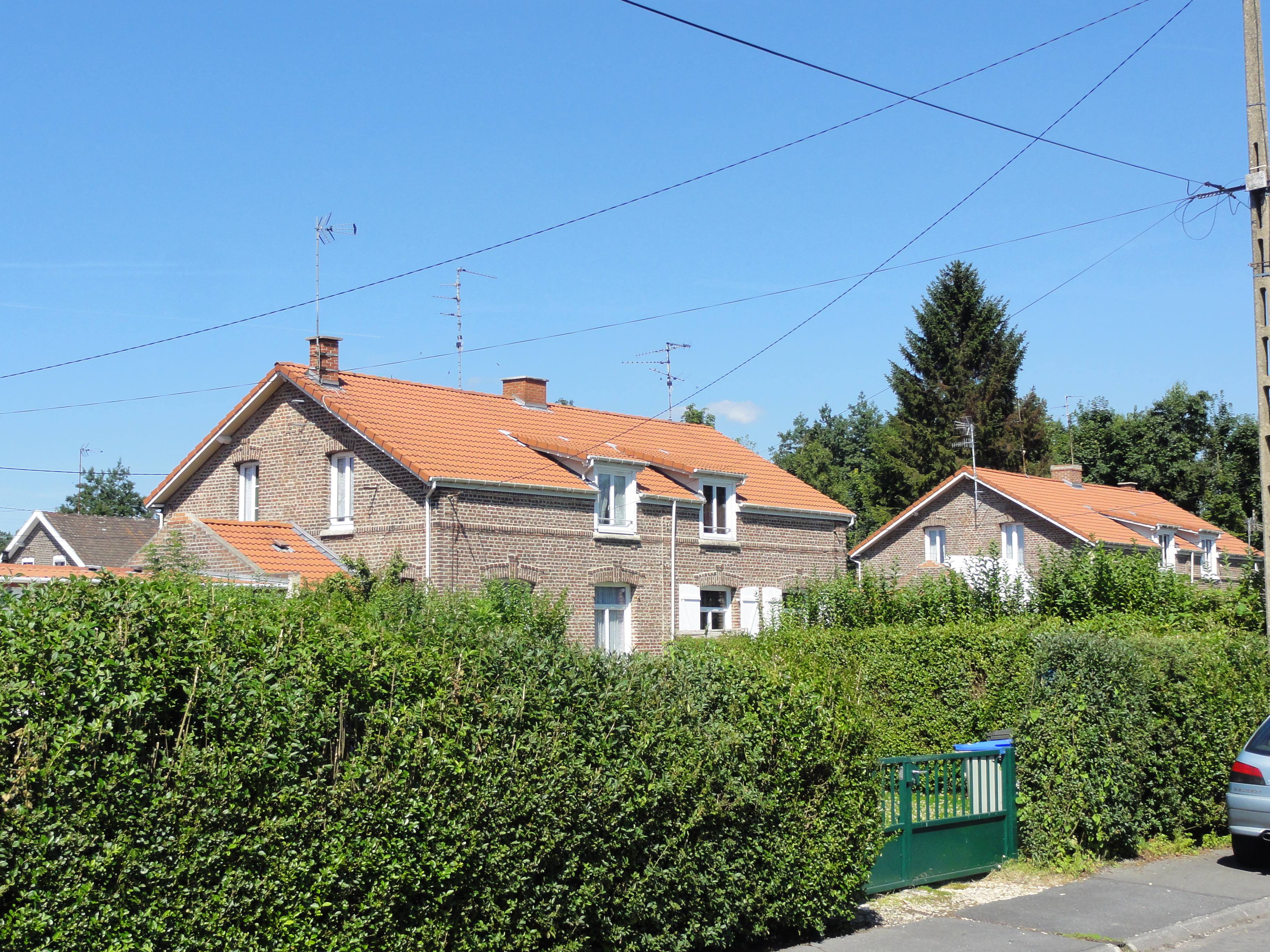
La cité Chabaud-Latour Nouvelle.
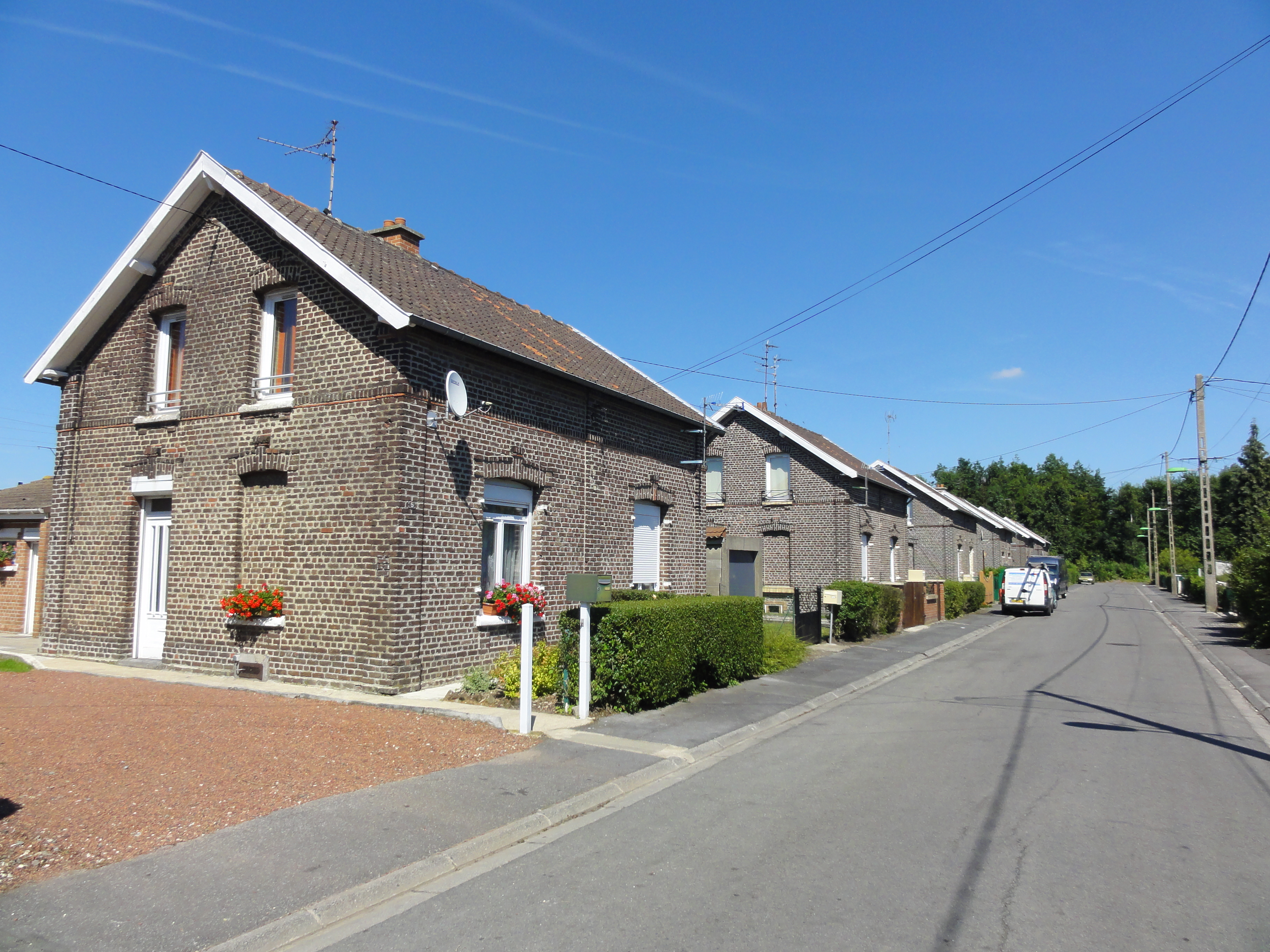
La cité Chabaud-Latour Nouvelle.
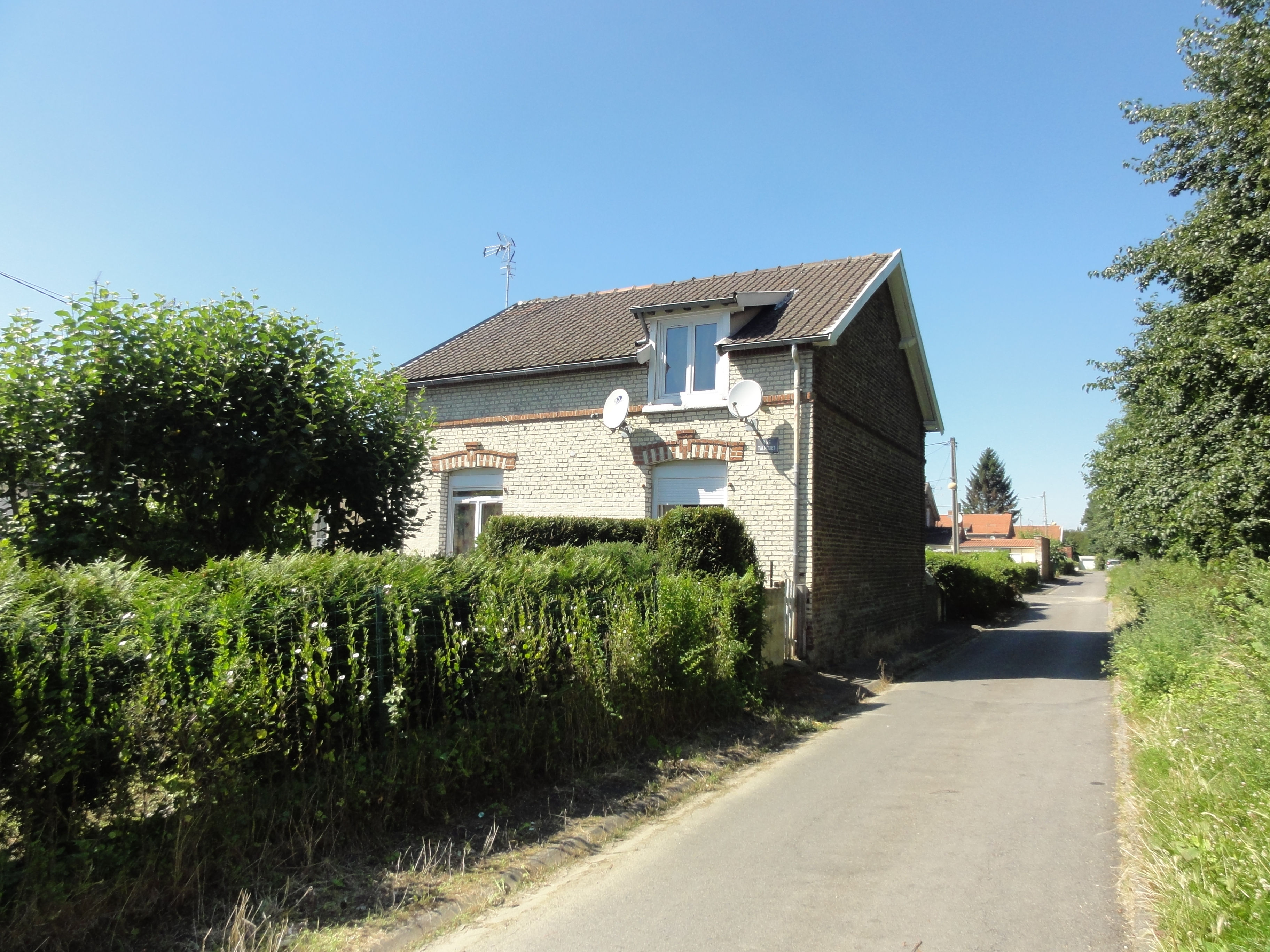
La cité Chabaud-Latour Nouvelle.
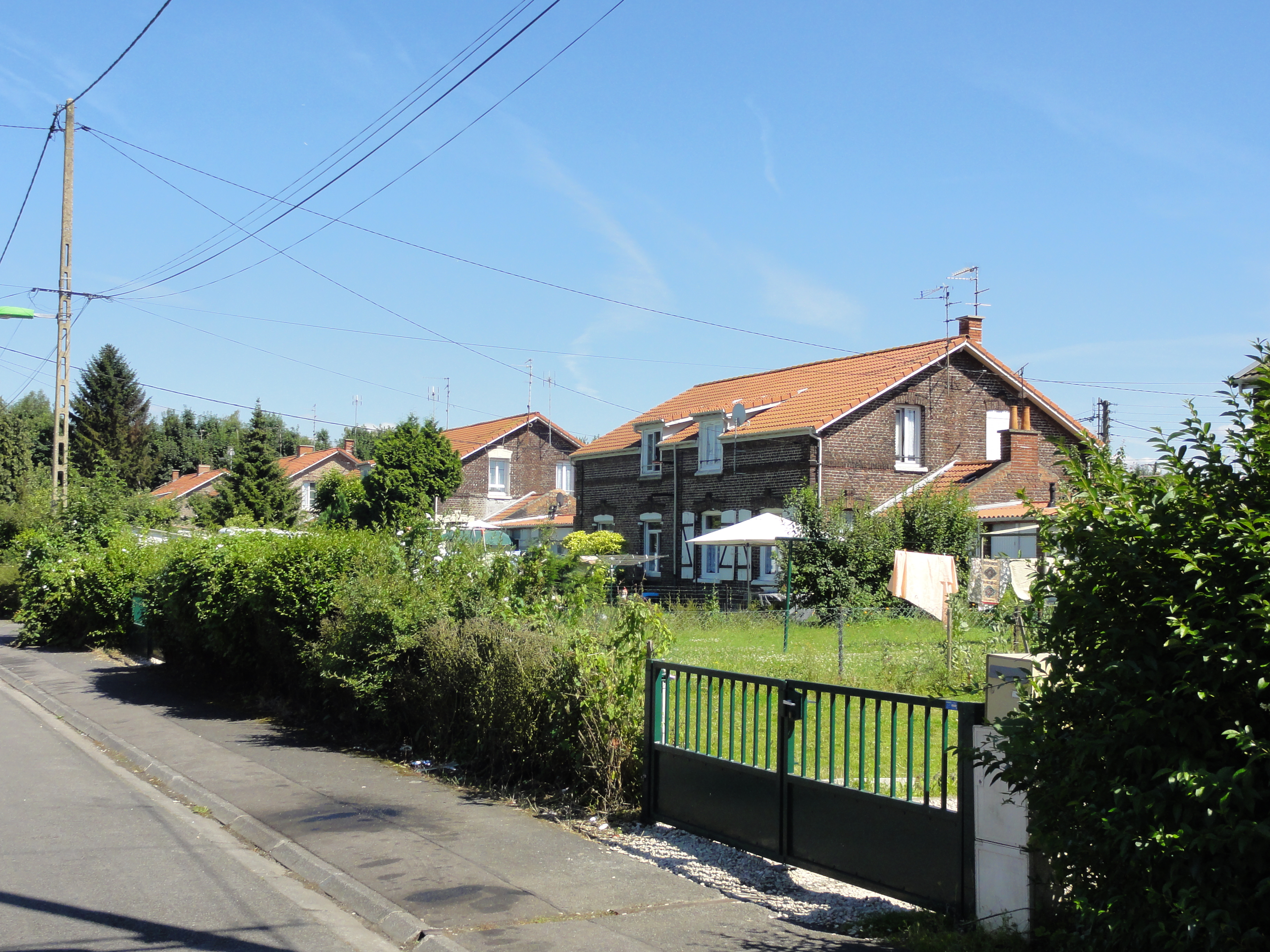
La cité Chabaud-Latour Nouvelle.